# Wektor polaryzacji
Wektor polaryzacji – miara polaryzacji dielektryka, czyli jego reakcji na przyłożone pole elektryczne, równa sumie wszystkich momentów dipolowych cząsteczek dielektryka na element objętości.

## Definicja
Wektor polaryzacji definiujemy jako sumę momentów dipolowych na element objętości.
{\displaystyle {\vec {P}}={\frac {1}{V}}\sum _{i}^{N}{\vec {p}}_{i},}
gdzie:
{\displaystyle V} – objętość dielektryka,
{\displaystyle N} – liczba dipoli w objętości {\displaystyle V,}
{\displaystyle p_{i}} – elektryczny moment dipolowy {\displaystyle i}-tego dipola.
Dipole mogą być indukowane przez przyłożone pole elektryczne, mogą też być własnymi momentami cząsteczek dielektryka polarnego. Wektor polaryzacji jest skierowany tak jak momenty dipolowe, czyli od ładunków ujemnych do dodatnich – odwrotnie niż wektor natężenia pole elektrycznego. Wypadkowe pole wewnątrz dielektryka, w którym zachodzi polaryzacja wynosi
{\displaystyle {\vec {E}}={\vec {E}}_{0}-{\frac {1}{\varepsilon }}_{0}{\vec {P}},}
gdzie:
{\displaystyle {\vec {E}}} – wypadkowe pole elektryczne w dielektryku,
{\displaystyle {\vec {E}}_{0}} – zewnętrzne pole elektryczne przyłożone do dielektryka,
{\displaystyle \varepsilon _{0}} – przenikalność elektryczna próżni.
Jednostką wektora polaryzacji w układzie SI jest kulomb na metr kwadratowy: {\displaystyle \left[{\vec {P}}\right]=\mathrm {\frac {C}{m^{2}}} .}

## Liniowy i izotropowy dielektryk w stałym polu
W elektrostatyce w prostym przypadku jednorodnego dielektryka izotropowego wektor polaryzacji jest proporcjonalny do natężenia pola elektrycznego
{\displaystyle {\vec {P}}=\varepsilon _{0}\chi {\vec {E}},}
gdzie:
{\displaystyle \chi } – skalarna podatność elektryczna dielektryka.
Wtedy
{\displaystyle {\vec {E}}={\vec {E}}_{0}-{\frac {1}{\varepsilon }}_{0}{\vec {P}}={\frac {1}{\chi +1}}{\vec {E_{0}}}={\frac {1}{\varepsilon }}_{r}{\vec {E_{0}}},}
gdzie:
{\displaystyle \varepsilon _{r}} – przenikalność względna dielektryka.
W takim przypadku można też przypisać polaryzację dielektryka indukowanemu na jego powierzchni pozornemu ładunkowi związanemu, określonemu przez
{\displaystyle {\vec {P}}=\sigma _{zw}{\vec {n}}=\varepsilon _{0}\chi {\vec {E}},}
gdzie:
{\displaystyle \sigma _{zw}} – gęstość powierzchniowa ładunku związanego,

## W zmiennym polu elektrycznym
W zmiennym polu elektrycznym polaryzacja nie nadąża za zmianami pola elektrycznego i wektor polaryzacji jest przesunięty w fazie w stosunku do przyłożonego pola. Podatność dielektryczna jest wtedy zespoloną funkcją częstotliwości:
{\displaystyle {\vec {P}}(\omega )=\varepsilon _{0}\chi (\omega ){\vec {E}}(\omega ),}
{\displaystyle \chi (\omega )=\chi '(\omega )-i\chi ''(\omega ).}
Zależność podatności od częstotliwości nosi nazwę dyspersji. Część urojona podatności {\displaystyle \chi ''} opisuje straty dielektryczne.

## Przypadek ogólny
W przypadku ogólnym dielektryka anizotropowego i nieliniowego i-tą składową wektora polaryzacji możemy zapisać jako
{\displaystyle P_{i}/\varepsilon _{0}=\sum _{j}\chi _{ij}^{(1)}E_{j}+\sum _{jk}\chi _{ijk}^{(2)}E_{j}E_{k}+\sum _{jk\ell }\chi _{ijk\ell }^{(3)}E_{j}E_{k}E_{\ell }+\ldots }
Podatność dielektryczna staje się złożoną wielkością, a {\displaystyle \chi ^{(i)}} jest tensorem {\displaystyle (i+1)} rzędu.
Pierwszy składnik, zawierający {\displaystyle \chi ^{(1)},} opisuje podatność liniową. W dielektrykach izotropowych {\displaystyle \chi _{ij}^{(1)}=\chi } dla {\displaystyle i=j} oraz {\displaystyle \chi _{ij}^{(1)}=0} dla pozostałych – podatność elektryczna nie zależy wtedy od kierunku. Gdy warunki te nie są spełnione, wtedy podatność, a co za tym idzie również prędkość fali elektromagnetycznej w tym dielektryku i jego współczynnik załamania, będą zależały od kierunku – dielektryk wykaże dwójłomność optyczną.
Składniki z tensorami wyższych rzędów {\displaystyle \chi ^{(2)},} {\displaystyle \chi ^{(3)}} opisują polaryzację nieliniową. Może ona prowadzić na przykład do wystąpienia nieliniowych zjawisk optycznych – efektu Pockelsa, efektu Kerra, powielania częstości fali elektromagnetycznej czy samoogniskowania.